# ツンデレ王子のシンデレラ
『ツンデレ王子のシンデレラ』（ツンデレおうじのシンデレラ、原題：致我們單純的小美好）は、中華人民共和国のストリーミングテレビ番組。 2017年11月9日から12月7日までテンセントビデオで放映された。主演はフー・イーティエン（胡一天）とシェン・ユエ（沈月）。

## 登場人物

### 主要人物
江辰 / ジアン・チェン
演 - フー・イーティエン
陳小希 / チェン･シャオシー
演 - シェン・ユエ

## スタッフ
- 演出・監督：ヤンロン（楊龍）

## 受賞・ノミネート
| 年度 | 賞                                                  | カテゴリー       | 受賞者                   | 結果       | 参考 |
| ---- | --------------------------------------------------- | ---------------- | ------------------------ | ---------- | ---- |
| 2017 | 第8回マカオ国際テレビフェスティバル                 | 最高のウェブ番組 | ツンデレ王子のシンデレラ | ノミネート |      |
| 2017 | 第3回チャイナパンエンターテインメント年次セレモニー | ウェブ番組賞     | ツンデレ王子のシンデレラ | 受賞       |      |
| 2018 | 中国の第5回横店映画祭                               | 最高のウェブ番組 | ツンデレ王子のシンデレラ | 受賞       |      |
| 2018 | 24th 華鼎賞                                         | 最高の新人       | フー・イーティエン       | ノミネート |      |